# Інцидент у Хукоу
Інцидент у Хукоу (кит.: 湖口兵變) — спроба державного перевороту, яка відбулась 21 січня 1964 в Хукоу, Сіньчжу, Республіка Китай. Під час засідання персоналу штабу 1-ї бронетанкової дивізії генерал Чжао Чжіхуа (趙志華), тоді заступник командира танкової бойової групи, критикував генерала Чоу Чжіжо (周至柔), тоді начальника генерального штабу, за звинуваченням у корупції та закликав колег по службі до повстання. Повідомлялося, що він сказав: «Нашого лідера обманюють підступні люди, ми повинні перекинути наші сили в Тайбей, щоб прибрати їх» ("当今主上为小人所蒙蔽，我们要把部队开到台北勤王清君侧"). Він був швидко заарештований двома офіцерами політичної війни, але армія тим не менш отримала помилкову інформацію про те, що 1-а бронетанкова дивізія рухається та розмістила війська для перехоплення «повстанських сил», яких насправді не було.
Чжао був засуджений військовим судом до смертної кари, але вирок так і не був виконаний. Пізніше його вирок був змінений на довічне ув'язнення після смерті Чан Кайші, і Чжао помер в 1983. Начальник Чжао Цзян Вейго, який був прийомним сином Чана, також був покараний і ніколи більше не мав реальної влади в армії.